# Santo Domingo (Nueva Ecija)
Santo Domingo ist eine philippinische Stadtgemeinde in der Provinz Nueva Ecija. Sie hat 57.943 Einwohner (Zensus 1. August 2015).
Santo Domingo grenzt an die Stadtgemeinden Talavera und Quezon.

## Baranggays
Santo Domingo ist politisch unterteilt in 24 Baranggays.
| - Baloc - Buasao - Burgos - Cabugao - Casulucan - Comitang - Concepcion - Dolores - General Luna - Hulo - Mabini - Malasin | - Malayantoc - Mambarao - Poblacion - Malaya (Pook Malaya) - Pulong Buli - Sagaba - San Agustin - San Fabian - San Francisco - San Pascual - Santa Rita - Santo Rosario |